# همیلتون (آلاباما)
همیلتون (به انگلیسی: Hamilton) شهری در شهرستان ماریون ایالت آلاباما است که مساحت آن ۹۸٫۶۲ کیلومتر مربع است و در سرشماری سال ۲۰۱۰ میلادی، ۶٬۸۸۵ نفر جمعیت داشته و تراکم جمعیتی آن، ۶۹٫۸۱ نفر در هر کیلومتر مربع بوده است.